# 井戸のリベカとエリエゼル
『井戸のリベカとエリエゼル』（いどのリベカとエリエゼル、伊: Rebecca ed Eliezer al pozzo、英: Rebecca and Eliezer at the Well）は、イタリア・バロック期の画家カルロ・マラッタが1655-1657年にキャンバス上に油彩で制作した絵画である。現在、米国インディアナ州のインディアナポリス美術館に所蔵されている。『旧約聖書』中の「創世記」 (24章11-20) に記述される逸話を主題としている。アブラハムの召使であるエリエゼルが、アブラハムの息子イサクとリベカの婚姻を決めるために彼女に宝石を与える場面が描かれている。作品は、1988年にアリシア・バラード (Alicia Ballard) 美術購入ファンドの援助で米国インディアナ州のインディアナポリス美術館に購入された。以来、同美術館のジェーン・H・フォーチュン (Jane H. Fortune) ギャラリーに掛けられており、「1988.70.」の登録番号を有している。

## 主題
『旧約聖書』中の「創世記」 (第24章1-28) によれば、カナンの地に住んでいたイスラエルの族長アブラハムは、忠実な老僕エリエゼルに息子イサクのために妻を探し出してくるようにと命じ、彼をアブラハム自身の故郷に遣わした。そこで、エリエゼルはラクダ10頭に贈り物を積んで出立し、メソポタミアのアラム・ナハライム地方にあったナホルの住む町に向かった。彼は町はずれの井戸端に着くと、「私とラクダに水を飲ませてくれる女性を、イサクの妻とすることを認めてください」と神に祈った。すると、そこへナホルの息子ベトエルの娘リベカが水瓶を持って現れた。彼女は若くて、大変美しい女性であった。エリエゼルが彼女に水を飲ませてほしいと懇願すると、リベカは喜んで彼に水を飲ませ、さらに井戸から水を汲んできてすべてのラクダに水を飲ませた。かくして、エリエゼルがリベカにイサクの妻としてカナンの地に来るようにと伝えると、彼女は承諾し、イサクのもとへ向かったのである。

## 作品

ニコラ・プッサン『エリエゼルとリベカ』 (1648年)、ルーヴル美術館、パリ

マラッタは古典的な伝統に従い、この逸話に関して最大の明快さを獲得するために最小限の要素に限定し、登場人物を最小限に制限している。かくして、この聖書の場面を描く画家たちによる通常の美人劇というよりも、マラッタはエリエゼル、リベカ、そしてもう1人の女性のみを描き、鑑賞者はリベカの美しさと徳を対照させることになるのかもしれない。マラッタはまた、人物たちの顔の表情により焦点を合わせるために彼らの姿を半身像にしている。
画面には、この逸話が聖母マリアの選別の前例となるものであることを明らかにする視覚的要素が満ちている。リベカが選ぶ真珠はマリアの価値と純潔を表す。彼女ともう1人の女性が持つ壺は、マリアの聖なる器としての役割の象徴である。壺は割れていないので、マリアの処女性をも表す。マラッタは聖母マリアの絵画で有名であったが、本作でリベカに聖母マリア同様の清らかさと物憂い美しさを付与している。